# Majordomo
Majordomo è un gestore di mailing list (MLM) open source sviluppato in Perl da Brent Chapman del Great Circle Associates. Funziona in accoppiamento con sendmail su sistemi UNIX e relativi sistemi. 
Ha raggiunto notorietà e piena diffusione all'inizio del 1992, prima della diffusione dei browser web, in un'epoca in cui le persone avevano accesso alle email ma non al WWW. Per tale motivo, funzioni come la sottoscrizione e la disdetta erano gestite tramite l'invio di email, procedimento che può sembrare oggi, tuttavia, laborioso ed inutile.
Prima di Majordomo, le mailing list venivano mantenute manualmente: il gestore della lista aggiungeva e rimuoveva i partecipanti editando un file di testo. Molte mailing list utilizzano ancora oggi Majordomo; esistono anche delle interfacce, come MajorCool, per la gestione di Majordomo via web. 
Un prodotto commerciale usato durante lo stesso periodo era LISTSERV. Un altro software open-source per mailing list che ha raggiunto la popolarità negli anni recenti è GNU Mailman. Un software per mailing list che lavora con qmail è ezmlm (e la versione migliorata, ezmlm-idx), che tuttavia manifesta alcuni malfunzionamenti.